# 266 Aline
A 266 Aline a Naprendszer kisbolygóövében található aszteroida. Johann Palisa fedezte fel 1887. május 17-én.